# 卡拉耶特
卡拉耶特（Kalayat），是印度哈里亚纳邦Kaithal县的一个城镇。总人口16747（2001年）。

## 人口
该地2001年总人口16747人，其中男性8812人，女性7935人；0—6岁人口2804人，其中男1577人，女1227人；识字率56.30%，其中男性为64.65%，女性为47.03%。